# Барановичский бригадный район ПВО
Барановичский бригадный район ПВО — войсковое соединение вооружённых сил СССР во время Великой Отечественной войны.

## История
Был развёрнут в районе Барановичи — Гродно — Лида, обороняя от нападения с воздуха коммуникации и важные предприятия. Управление района дислоцировалось в Барановичах.
В составе действующей армии во время Великой Отечественной войны с 22 июня 1941 года по 24 ноября 1941 года. С первого дня войны части, входившие в состав района, приступили к отражению налётов вражеской авиации. Однако во всём районе ощущался недостаток боеприпасов. Так, двухдивизионный полк 518-й полк 85-мм зенитных орудий в Барановичах расстрелял свой боезапас в течение 22 июня 1941 года, и оставшись без боеприпасов, снялся с позиций. Управление района вместе с 518-м зенитным артиллерийским полком, полностью сохранившим материальную часть, к вечеру 29 июня 1941 года, пройдя через позиции 13-й армии, прибыло в Могилёв. 64 зенитных орудия 751-го зенитного полка за два утренние часа 22 июня 1941 года полностью использовали имеющиеся снаряды и также оставили город. 229-й отдельный зенитный дивизион в Лиде сначала отражал налёты небольших групп самолётов (по первым трём самолётам Dornier Do 17, уничтожившим поезд огонь не открывался), отчитался об одном уничтоженном самолёте и 118 израсходованных снарядах. Затем в течение дня бомбёжки усилились, дивизион отчитался о 4 сбитых и нескольких повреждённых самолётах и израсходованных 880 снарядах. Этот дивизион в конечном итоге также прибыл в Могилёв.
Управление района с 518-м зенитным полком с первых чисел июля участвуют в боях за Могилёв, несёт потери. Так, из 30 орудий одного дивизиона после боя 1 июля 1941 года осталось лишь 8.
24 ноября 1941 года расформирован, вместе с реформированием войск ПВО страны.

## Состав
- Управление (Барановичи)
- 518-й зенитный артиллерийский полк (Барановичи)
- 751-й зенитный артиллерийский полк (Гродно)
- 156-й отдельный зенитный артиллерийский дивизион
- 165-й отдельный зенитный артиллерийский дивизион РГК (Желудок)
- 176-й отдельный зенитный артиллерийский дивизион
- 229-й отдельный зенитный артиллерийский дивизион РГК (Лида)
- 15-й взвод крупнокалиберных пулемётов (Лида)
- 29-й отдельный батальон ВНОС[3]

## Подчинение
| Дата       | Фронт (округ)                      | Армия | Примечания |
| ---------- | ---------------------------------- | ----- | ---------- |
| 22.06.1941 | Западный фронт (Западная зона ПВО) | -     | -          |
| 01.07.1941 | Западный фронт (Западная зона ПВО) | -     | -          |
| 10.07.1941 | Западный фронт (Западная зона ПВО) | -     | -          |
| 01.08.1941 | Западный фронт (Западная зона ПВО) | -     | -          |
| 01.09.1941 | Западный фронт (Западная зона ПВО) | -     | -          |
| 01.10.1941 | -                                  | -     | нет данных |
| 01.11.1941 | -                                  | -     | нет данных |

## Командиры
- полковник К. И. Шафранский